# 渥太華全科醫院
渥太華全科醫院，正式稱為渥太華醫院全科分院（The Ottawa Hospital - General Campus）位於加拿大安大略省渥太華，是渥太華醫院的三個分院之一。該院有569張床位，包括渥太華醫院復康中心及癌症中心。
該院於1845年啟用，後於1980年遷至現址。